# Sandhem, Trollhättan

Sandhem är en stadsdel i Trollhättans östra utkant, med omkring 3 200 invånare.
Den består till största delen av villor och radhus, byggda i olika omgångar från mitten av 1960-talet till början av 1980-talet.
Stadsdelens träffpunkt är kvarterskrogen ”Träffen”. Här träffas människor i alla åldrar.